# Niederländische Badmintonmeisterschaft 1995
Die Niederländische Badmintonmeisterschaft 1995 war die 50. Austragung der nationalen Titelkämpfe im Badminton in den Niederlanden.

## Sieger und Finalisten
| Disziplin    | Gold                                | Silber           |
| ------------ | ----------------------------------- | ---------------- |
| Herreneinzel | Jeroen van Dijk                     | Edwin van Dalm   |
| Dameneinzel  | Brenda Beenhakker                   | Monique Hoogland |
| Herrendoppel | Ron Michels Quinten van Dalm        |                  |
| Damendoppel  | Georgy Trouerbach Nicole van Hooren |                  |
| Mixed        | Ron Michels Sonja Mellink           |                  |